# حزب الحرية الاقتصادية
حزب الحرية الاقتصادية هو حزب سياسي في كينيا.

## التاريخ
تأسس الحزب في مارس 2017 من قبل سياسيين من مقاطعة مانديرا بما في ذلك السناتور بيلو كيرو والنائبين محمد هوكا وفتحية مابوب بعد أن تركوا الحزب الجمهوري المتحد وتحالف اليوبيل.  تم إطلاق الحزب رسميًا في نيروبي في أبريل.  في الانتخابات العامة لعام 2017، فاز الحزب بخمسة مقاعد في الجمعية الوطنية. 

## روابط خارجية
- حزب الحرية الاقتصادية  على فيسبوك.